# 1430 Сомалија
1430 Сомалија је астероид главног астероидног појаса чија средња удаљеност од Сунца износи 2,561 астрономских јединица (АЈ).
Апсолутна магнитуда астероида је 12,8 а геометријски албедо 0,024.